# Monsieur Noir
Monsieur Noir est une bande dessinée dessinée par Griffo et scénarisée par Jean Dufaux, publiée en deux volumes aux éditions Dupuis en 1994 et 1995.

## Albums
- Tome 1, Dupuis, octobre 1994, 62 p.  (ISBN 2800121661)
- Tome 2, Dupuis, juin 1995, 64 p.  (ISBN 2800121955)
- Intégral, Dupuis, octobre 1999, 126 p.  (ISBN 2800128607)

## Résumé
Angleterre, fin du XIXe siècle. Fanny est une jolie fillette rousse et très correcte. À la mort de sa mère, elle est recueillie par son oncle, Lord Charleston. Son épouse et lui résident dans un château nommé Blacktales.
Blacktales possède d'étranges propriétés : il s'agrandit de lui-même, les pièces les plus anciennes acquérant des proportions gigantesques et vertigineuses. La vie y est soumise par un code strict composé de 748 rites. Mais surtout le château appartient à un dandy sombre et mystérieux, Monsieur Noir. Les Charleston n'en sont que les actuels locataires. Le maître des lieux ne se montre qu'une fois tous les 7 ans, afin de signer le contrat. Celui qui sera en possession de la plume de Monsieur Noir règnera alors sur la vie du château jusqu'au renouvellement du contrat.
Or l'échéance approche, et la précieuse plume a été perdue. Dès lors, tous les occupants du château sont prêts à tout pour s'en emparer. Même l'innocente Fanny est emportée dans ce tourbillon de convoitise. Entre le clan dominant, les Tohu, et celui des dissidents, les Bohu, gens du commun, fermiers, serviteurs et autres sous-fifres agissant dans l'ombre, tous les coups sont permis pour devenir Maître du Château. Mais le pouvoir a ses caprices que même la loi du plus fort ignore.

## Personnages
- Fanny : jolie fillette rousse et très correcte. À la mort de sa mère, elle est recueillie par son oncle, Lord Charleston, au château de Blacktales.
- Lord Arthur Charleston : noble oncle de Fanny, actuel locataire du château de Blacktales. Il a un jour succombé aux charmes de Pavanne (voir plus bas).
- Lady Habanera : femme de Lord Charleston. Fervente admiratrice de Karl Marx, elle lit ses préceptes concernant les Masses Laborieuses dans ses draps de velours. Elle est très émotive et un peu tête en l'air.
- Pavanne : fille de l'ancien propriétaire du château de Blacktales, elle a disparu en emportant la plume avec elle. Rousse comme Fanny, mais plus âgée, elle sera sa grande rivale mortelle.
- Mambo et Tango : frères jumeaux, chimistes, mettant au point de redoutables substances toxiques, vivant dans les douves du château.
- Maître Surf : chef des Bohu et des cuisines. Terrifiant colosse humain. Mettant au point la fricassé des pauvres,soupes agrémentées de chair humaine. Les pauvres de Blacktales n'ont droit qu'à un seul repas par semaine.
- Passe-Pied : garçon de cuisine et ami de Fanny. Mais dur de dire de quel côté il se situe, agent double, voire triple...
- Gavotte : érudit de Blacktales, savant et instruit, précepteur de Fanny.
- Sarabande : scientifique de Blacktales, ayant autrefois commis l'erreur impardonnable d'avoir séduit Lady Habanera.
- Carmagnole : croquemort du château, doté d'un humour noir.
- Foxfort : colosse humain, étant à la fois maître chien, homme de ménage, maçon, artisan... de Blacktales.
- Blackbottom : chat de Lady Habanera, plus important qu'il n'y parait.
- Grimsie : ours en peluche de Fanny, tout ce qui lui reste de son innocente enfance auprès de sa mère.
- Monsieur Noir : le dandy, sinistre et majestueux propriétaire du château de Blacktales et de nombreux autres domaines.

À noter que la plupart des personnages principaux portent des noms de danses.

## Critique
Monsieur Noir est sombre et a une ambiance particulière ce qui n'empêche pas quelques touches d'humour d'agrémenter l'intrigue...